# O poveste de Crăciun
O poveste de Crăciun (titlu original: A Christmas Carol) este un film de Crăciun american din 2009 regizat de Robert Zemeckis. Rolurile principale au fost interpretate de actorii Jim Carrey, Gary Oldman, Colin Firth. Filmul este disponibil dublat în limba română din anul 2018 prin intermediul platformei operaționale online HBO GO.

## Distribuție
- Jim Carrey: Ebenezer Scrooge, Spiritul Crăciunului Trecut, Fantoma Crăciunului Prezent, Fantoma Crăciunului Viitor
- Gary Oldman: Bob Cratchit, Jacob Marley
- Colin Firth: Fred
- Bob Hoskins: Fezziwig, Joe
- Robin Wright Penn: Belle
- Cary Elwes: Om solid, Dick Wilkins
- Lesley Manville: D-na Cratchit
- Fionnula Flanagan: D-na Dilber
- Sammi Hanratty: Fan
- Ryan Ochoa: Tim Cratchit
- Daryl Sabara: Peter Cratchit
- Molly Quinn: Belinda Cratchit